# John Hasbrouck van Vleck
John Hasbrouck van Vleck (Middletown, EUA 1899 - Cambridge, EUA 1980) fue un físico estadounidense galardonado con el Premio Nobel de Física del año 1977. La Academia Sueca señalaba, en 1977, que «sus ideas han representado un papel central en el desarrollo del rayo láser».

## Biografía
Nació el 13 de marzo de 1899 en la ciudad de Middletown, situada en el estado norteamericano de Connecticut. Estudió física en la Universidad de Harvard, y posteriormente, en 1923, ingresó como profesor auxiliar en la Universidad de Minnesota. Fue designado profesor de física en la Universidad de Wisconsin, donde tuvo como alumno a John Bardeen, y finalmente se estableció en Harvard.

## Investigaciones científicas

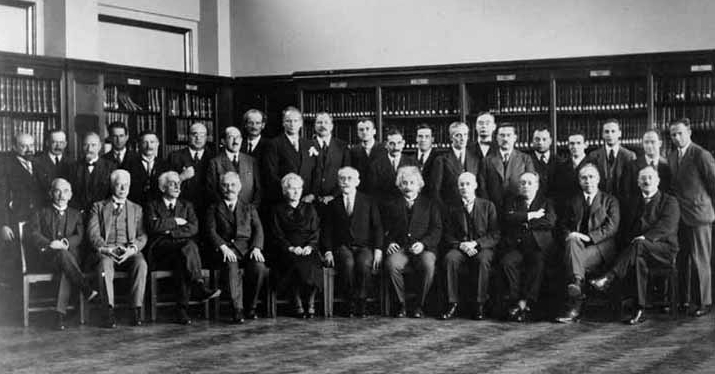
Sexta Conferencia Solvay (1930). John Hasbrouck van Vleck es el tercero de la fila posterior por la derecha, entre Yakov Dorfman y Enrico Fermi.

Van Vleck desarrolló las teorías fundamentales de la mecánica cuántica del magnetismo y de la vinculación en los complejos del metal. Fue primero a explicar teóricamente el magnetismo de tierras raras a través del paramagnetismo de van Vleck.
Van Vleck participó en el Proyecto Manhattan sirviendo en el Comité Científico de Los Álamos en 1943. Este comité decidió reducir el tamaño del arma nuclear y acelerar la producción de la bomba para su lanzamiento sobre la ciudad japonesa de Hiroshima.
En 1977 fue galardonado con el Premio Nobel de Física, junto con Philip Warren Anderson y Nevill Francis Mott, por sus investigaciones sobre el ferromagnetismo y la superconductividad.

## Carrera e investigación
Se incorporó a la Universidad de Minnesota como profesor adjunto en 1923, y luego se trasladó a la Universidad de Wisconsin-Madison antes de establecerse en Harvard. También obtuvo el Honorífico D. Sc., o D. Honoris Causa, por la Universidad de Wesleyan en 1936.
J. H. Van Vleck estableció los fundamentos de la teoría mecánica cuántica del magnetismo, la teoría del campo cristalino y la teoría del campo de los ligantes (enlace químico en complejos metálicos). Se le considera el Padre del Magnetismo moderno.
Durante la Segunda Guerra Mundial, J. H. Van Vleck trabajó en el desarrollo del radar en el Laboratorio de Radiación del MIT. Estaba medio tiempo en el Laboratorio de Radiación y medio tiempo en el personal de la Harvard. Demostró que a una longitud de onda de aproximadamente 1,25 centímetros molécula de agua en la atmósfera daría lugar a una molesta absorción y que a una longitud de onda de 0,5 centímetros se produciría una absorción similar por parte de las moléculas de oxígeno.
Esto iba a tener importantes consecuencias no sólo para los sistemas de radares militares y civiles, sino más tarde para la nueva ciencia de la radioastronomía.

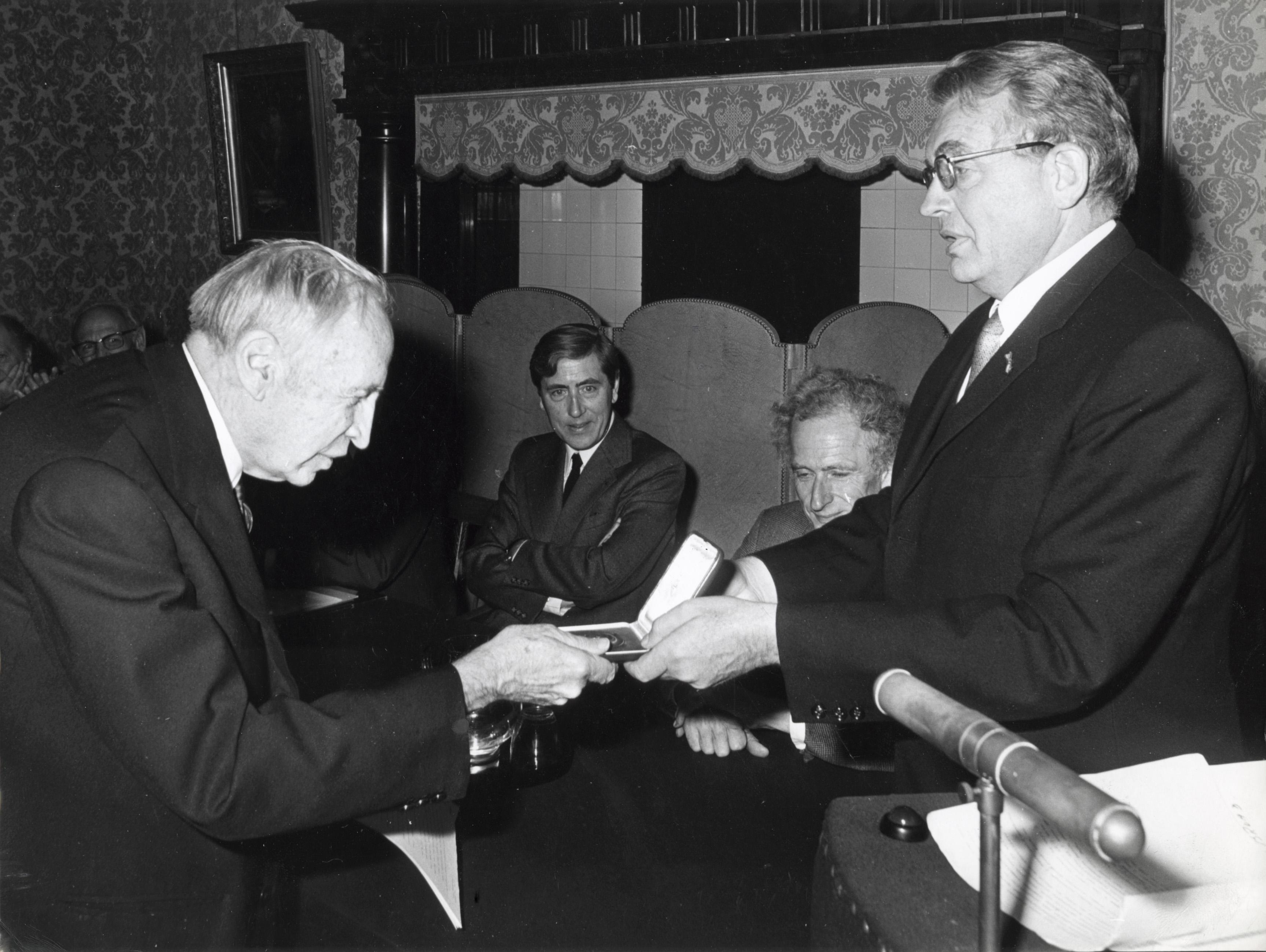
Van Vleck (izquierda) recibe la Medalla Lorentz de manos de Hendrik Brugt Gerhard Casimir en la Real Academia de las Artes y las Ciencias de los Países Bajos, Ámsterdam.

J. H. Van Vleck participa en el Proyecto Manhattan. En junio de 1942, J. Robert Oppenheimer celebró un estudio de verano para confirmar el concepto y la viabilidad de un arma nuclear en la Universidad de California, Berkeley. A él asistieron ocho científicos teóricos, entre ellos J. H. Van Vleck. De julio a septiembre, el grupo de estudio teórico examinó y desarrolló los principios del diseño de la bomba atómica.
El trabajo teórico de J. H. Van Vleck condujo a la creación del Laboratorio de Armas Nucleares de Los Álamos. También formó parte del Comité de revisión del Laboratorio Nacional de Los Álamos en 1943. El comité, creado por el general Leslie Groves, estaba formado también por W. K. Lewis del MIT, presidente; E. L. Rose, de Jones & Lamson; E.B. Wilson de Harvard; y Richard C. Tolman, vicepresidente del NDRC.  La importante contribución del comité (originada por Rose) fue la reducción del tamaño del cañón de disparo de la bomba atómica Little Boy, un concepto que eliminó el peso adicional del diseño y aceleró la producción de la bomba para su eventual lanzamiento sobre Hiroshima. Sin embargo, no se empleó para la bomba Fat Man en Nagasaki, que se basó en la implosión de una cubierta de plutonio para alcanzar la masa crítica.
El filósofo e historiador de la ciencia Thomas Kuhn completó un doctorado en física bajo la supervisión de Van Vleck en Harvard.
En 1961/62 fue Profesor visitante George Eastman en la Universidad de Oxford y ocupó una cátedra en el Balliol College.
En 1950 se convirtió en miembro extranjero de la Real Academia de las Artes y las Ciencias de los Países Bajos. Se le concedió la Medalla Nacional de la Ciencia en 1966 y la Medalla Lorentz en 1974.
Por sus contribuciones a la comprensión del comportamiento de los electrones en los magnéticos sólidos, Van Vleck recibió el Premio Nobel de Física 1977, junto con Philip W. Anderson y Sir Nevill Mott. Las transformaciones de Van Vleck, el paramagnetismo de Van Vleck y la fórmula del caos cuántico de Van Vleck llevan su nombre.
Van Vleck murió en Cambridge, Massachusetts, a la edad de 81 años.

## Paramagnetismo de van Vleck
En fisicoquímica, el paramagnetismo de Van Vleck se refiere a una contribución positiva a la susceptibilidad magnética, independiente de la temperatura. En los materiales donde este efecto domina, el efecto es muy diferente al de los materiales paramagnéticos usuales que siguen la ley de Curie (susceptibilidad inversamente proporcional a la temperatura).
La primera descripción teórica del fenómeno fue desarrollada por J.H. van Vleck]en el auge del desarrollo de una descripción cuántica del magnetismo. La susceptibilidad de Van Vleck viene de correcciones al efecto Zeeman, en segundo orden en el desarrollo de la energía en función del campo magnético. Este efecto es importante para explicar la respuesta magnética de algunas sales de tierras raras.

## Caos cuántico y fórmula de Van Vleck
El caos cuántico es una rama de la física que estudia cómo los caótica sistemas dinámicos clásicos pueden describirse en términos de la teoría cuántica. La pregunta principal que el caos cuántico trata de responder es: "¿Cuál es la relación entre la mecánica cuántica y el caos clásico?" El principio de correspondencia afirma que la mecánica clásica es el límite clásico de la mecánica cuántica, concretamente en el límite en que la relación entre la constante de Planck y la acción del sistema tiende a cero.  Si esto es cierto, entonces debe haber mecanismos cuánticos subyacentes al caos clásico (aunque esto puede no ser una forma fructífera de examinar el caos clásico).  Si la mecánica cuántica no demuestra una sensibilidad exponencial a las condiciones iniciales, ¿cómo puede surgir la sensibilidad exponencial a las condiciones iniciales en el caos clásico, que debe ser el límite del principio de correspondencia de la mecánica cuántica?
La fórmula de Van Vleck es una expresión aproximada y semiclásica para el propagador cuántico. Es el punto de partida para la derivación de la fórmula de la traza de Gutzwiller y, a través de ella, de una variedad de otras expansiones que representan valores propios, funciones de onda y elementos matriciales en términos de órbitas periódicas clásicas. En la actualidad, éstas se encuentran entre las mejores y más prometedoras herramientas teóricas para comprender el comportamiento asintótico de los sistemas cuánticos cuyos análogos clásicos son caóticos.

## Publicaciones
- The Absorption of Radiation by Multiply Periodic Orbits, and its Relation to the Correspondence Principle and the Rayleigh–Jeans Law. Part I. Some Extensions of the Correspondence Principle, Physical Review, vol. 24, Issue 4, pp. 330–346 (1924)
- The Absorption of Radiation by Multiply Periodic Orbits, and its Relation to the Correspondence Principle and the Rayleigh–Jeans Law. Part II. Calculation of Absorption by Multiply Periodic Orbits, Physical Review, vol. 24, Issue 4, pp. 347–365 (1924)
- Quantum Principles and Line Spectra, (Bulletin of the National Research Council; v. 10, pt 4, no. 54, 1926)
- The Theory of Electric and Magnetic Susceptibilities (Oxford at Clarendon, 1932).
- Quantum Mechanics, The Key to Understanding Magnetism, Nobel Lecture, December 8, 1977
- The Correspondence Principle in the Statistical Interpretation of Quantum Mechanics Proceedings of the National Academy of Sciences of USA, vol. 14, pp. 178–188 (1928)

## Vida personal
J. H. Van Vleck y su esposa Abigail fueron también importantes coleccionistas de arte, sobre todo de grabados japoneses en madera (principalmente Ukiyo-e), conocidos como Colección Van Vleck. Fue heredada de su padre Edward Burr Van Vleck.  La donaron al Museo de Arte Chazen de Madison, Wisconsin en la década de 1980.